# Alexei Wiktorowitsch Schtschussew

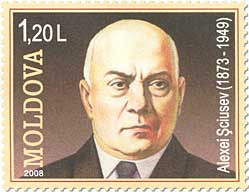
Aleksei Șciusev auf einer moldawischen Briefmarke (2008)

Alexei Wiktorowitsch Schtschussew (russisch Алексей Викторович Щусев, wiss. Transliteration Aleksej Viktorovič Ščusev; * 26. Septemberjul. / 8. Oktober 1873greg. in Chișinău, Russisches Kaiserreich; † 24. Mai 1949 in Moskau, Sowjetunion) war ein russischer Architekt. Schtschussew errichtete das Lenin-Mausoleum, entwarf Pläne für den Neuaufbau zerstörter Städte nach dem Zweiten Weltkrieg und plante das Stadtkonzept beim Ausbau Moskaus.

## Leben
Schtschussews Eltern waren der adlige Wiktor Petrowitsch Schtschussew, Aufseher des Chișinăuer Semstwo-Krankenhauses, und Marija Kornejewna geborene Sasulina. Schtschussew begann 1891 in St. Petersburg das Studium an der Kunsthochschule der Kaiserlichen Akademie der Künste bei Leonti Nikolajewitsch Benois und Ilja Jefimowitsch Repin. Als er 1895 aus der Zeitung vom Tod des Generals D. P. Schubin-Posdejew erfuhr, suchte er ohne Empfehlung mit einer fertigen Zeichnung des Grabmals die Witwe auf und erhielt den Auftrag für den Bau einer Kapelle auf dem Friedhof des Alexander-Newski-Klosters. Mit seinem Diplomprojekt für den Bau eines herrschaftlichen Herrenhauses schloss er 1897 das Studium mit einer Goldmedaille und einem Auslandsstudienstipendium ab. Danach gehörte Schtschussew zunächst zu der archäologischen Expedition, die in Samarqand das Gur-Emir-Mausoleum und die Bibi-Chanum-Moschee untersuchte. 1898–1899 besuchte Schtschussew mit seinem Stipendium Tunesien, Wien, Triest, Venedig und weitere Städte Italiens sowie England, Belgien und Frankreich und insbesondere 1898 in Paris die Académie Julian. Nach seiner Rückkehr wurden seine Zeichnungen von Repin positiv beurteilt.
Schtschussew ließ sich in St. Petersburg nieder und arbeitete zunächst als Restaurator. In den 1900er Jahren restaurierte er die Wassili-Kirche in Owrutsch aus dem 12. Jahrhundert, wobei der Restaurator Pjotr Petrowitsch Pokryschkin und sein Assistent Wladimir Nikolajewitsch Maximow wesentlich beteiligt waren. Seitdem kämpfte Schtschussew, der in Kontakt mit Igor Emmanuilowitsch Grabar stand, gegen Eklektizismus-Baumeister, die im Sinne ihrer Vorstellung von einem reinen Stil beim Restaurieren alte Gebäude korrigierten. Führer dieser stilreinen Restaurierung war Eugène Viollet-le-Duc, dem die russischen Architekten Fjodor Fjodorowitsch Richter und Nikolai Wladimirowitsch Sultanow folgten. 1910 wurde Schtschussew in die Akademie der Künste aufgenommen.
Seit 1901 stand Schtschussew im Dienst der Kanzlei des Oberprokurors des Heiligsten regierenden Synods. Eine seiner ersten selbständigen Arbeiten war die Projektierung der Ikonostase der Uspenski-Kathedrale des Kiewer Höhlenklosters. Schtschussews programmatisches Werk in dieser Zeit war die Erlöser-Verklärungs-Kirche, die im Auftrage des Zuckerfabrikanten und Mäzens Pawel Iwanowitsch Charitonenko auf dessen Landsitz Nataljewka bei Charkow nach Schtschussews Plänen von Alexei Michailowitsch Ruchljadew gebaut und als Ikonenmuseum eingerichtet wurde. Die skulpturelle Innenausstattung übernahmen Sergei Timofejewitsch Konjonkow und Alexander Terentjewitsch Matwejew, während das Mosaik auf der Eingangswand nach einer Zeichnung von Nicholas Roerich ausgeführt wurde. 1902 baute Schtschussew in St. Petersburg für den Künstler und Restaurator Graf Juri Alexandrowitsch Olssuwjew dessen Villa an der Fontanka um. Olssuwjew war Vorsitzender des Komitees für die Errichtung der Kirche des Sergius von Radonesch zum Gedenken an die Schlacht auf dem Kulikowo Pole und beauftragte Schtschussew mit dem Projekt, der es 1911 abschloss. Die Kirche wurde 1913–1917 gebaut. Der Bauabschluss wurde durch die Oktoberrevolution und den Russischen Bürgerkrieg verhindert, so dass die Kirche dann geschlossen war und verfiel. Die für die Kirche von Wladimir Alexejewitsch Komarowski und Dmitri Semjonowitsch Stellezki angefertigten Ikonen waren spurlos verschwunden.
Unterstützt wurde Schtschussew von Großfürstin Jelisaweta Fjodorowna, für die er in Moskau das Martha-Maria-Kloster mit Pokrow-Kathedrale und Martha-Maria-Kirche im Krankenhausgebäude projektierte (1908–1912). Die Wandmalerei in der Kathedrale wurde von Schtschussews Freund Michail Wassiljewitsch Nesterow und dessen Gehilfen Pawel Dmitrijewitsch Korin ausgeführt. Für das Mariä-Entschlafens-Kloster in Potschajiw baute Schtschussew die Dreifaltigkeitskirche wieder mit Mosaiken von Reorich (1906–1912). Schtschussew projektierte 1913 auch die russisch-orthodoxe Chiesa di Cristo Salvatore in Sanremo und die Nikolai-Kirche mit Hospiz in Bari.
Alexei Schtschussew schuf von 1914 bis 1926 den Kasaner Bahnhof in Moskau, in einem an die altrussische Architektur angelehnten Stil und entwickelte so einen strengen Monumentalstil. Anfang der 1920er Jahre wandte er sich dem Konstruktivismus zu und lehrte am Institut Wchutemas. Zwischen dem 21. und 24. Januar 1924 wurde unter seiner Leitung das erste, aus Eichenholz bestehende,  Lenin-Mausoleum in Moskau errichtet. Im Sommer desselben Jahres baute er einen hölzernen Ausbau des Mausoleums. 1930 entschied sich die Regierung, aufgrund der schlechten Haltbarkeit des Baustoffs, für einen haltbaren Neubau aus feinem Labradorstein und dunkelrotem Granit.
Anfang der 1930er Jahre plante und baute Schtschussew das Hotel Moskwa, ein Glanzstück des imperialen Architekturstils der Stalinzeit.
Die Lubjanka in Moskau wurde nach seinen Plänen in den Jahren 1940 bis 1947 auf das heutige Volumen ausgebaut. Die Verzögerung war durch den deutschen Überfall auf die Sowjetunion bedingt.
Nach dem Zweiten Weltkrieg entwickelte der Architekt unter Mithilfe eines mehrköpfigen Architektenteams Pläne zum Wiederaufbau zerstörter Städte. Dazu gehört zum Beispiel Chișinău. Zu seinen bekanntesten Spätwerken gehört auch die Moskauer Metrostation Komsomolskaja an der Ringlinie, wofür er 1951, bereits posthum, mit einer Staatsprämie ausgezeichnet wurde.
Schtschussew war Träger des Leninordens und erhielt insgesamt viermal den Stalinpreis. Er war Verdienter Architekt der UdSSR (1930) und erhielt zweimal den Orden des Roten Banners der Arbeit.
Das Moskauer Architekturmuseum (MUAR) wurde zu Ehren des Architekten benannt.

## Werke
- 1924, 1930: Lenin-Mausoleum
- 1930er: Hotel Moskwa
- 1940–47: Erweiterung der Lubjanka
- 1953: Kasachische Akademie der Wissenschaften

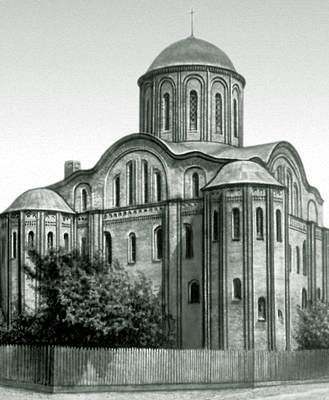
Wassili-Kirche, Owrutsch
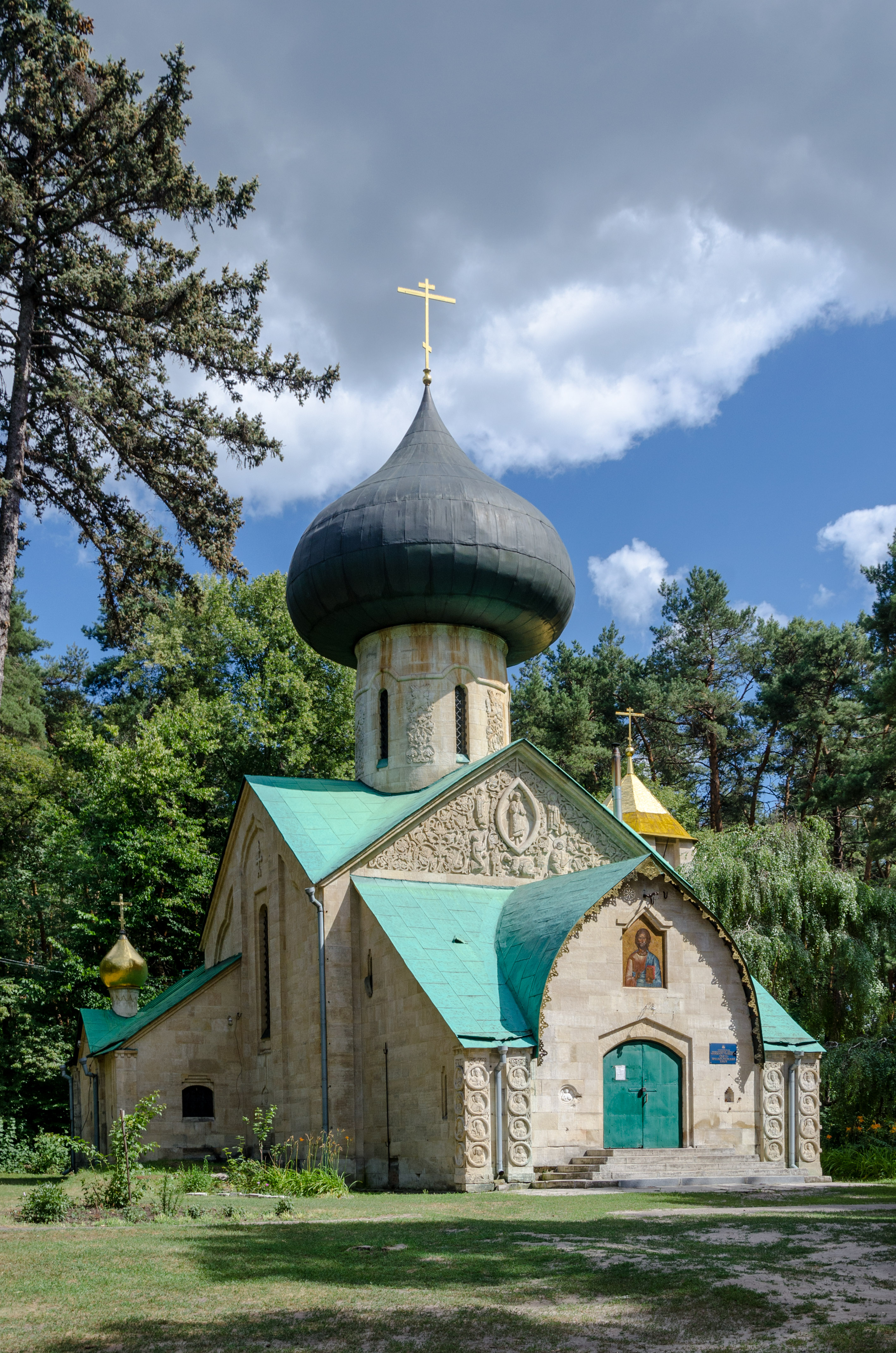
Erlöser-Verklärungs-Kirche, Natalewka
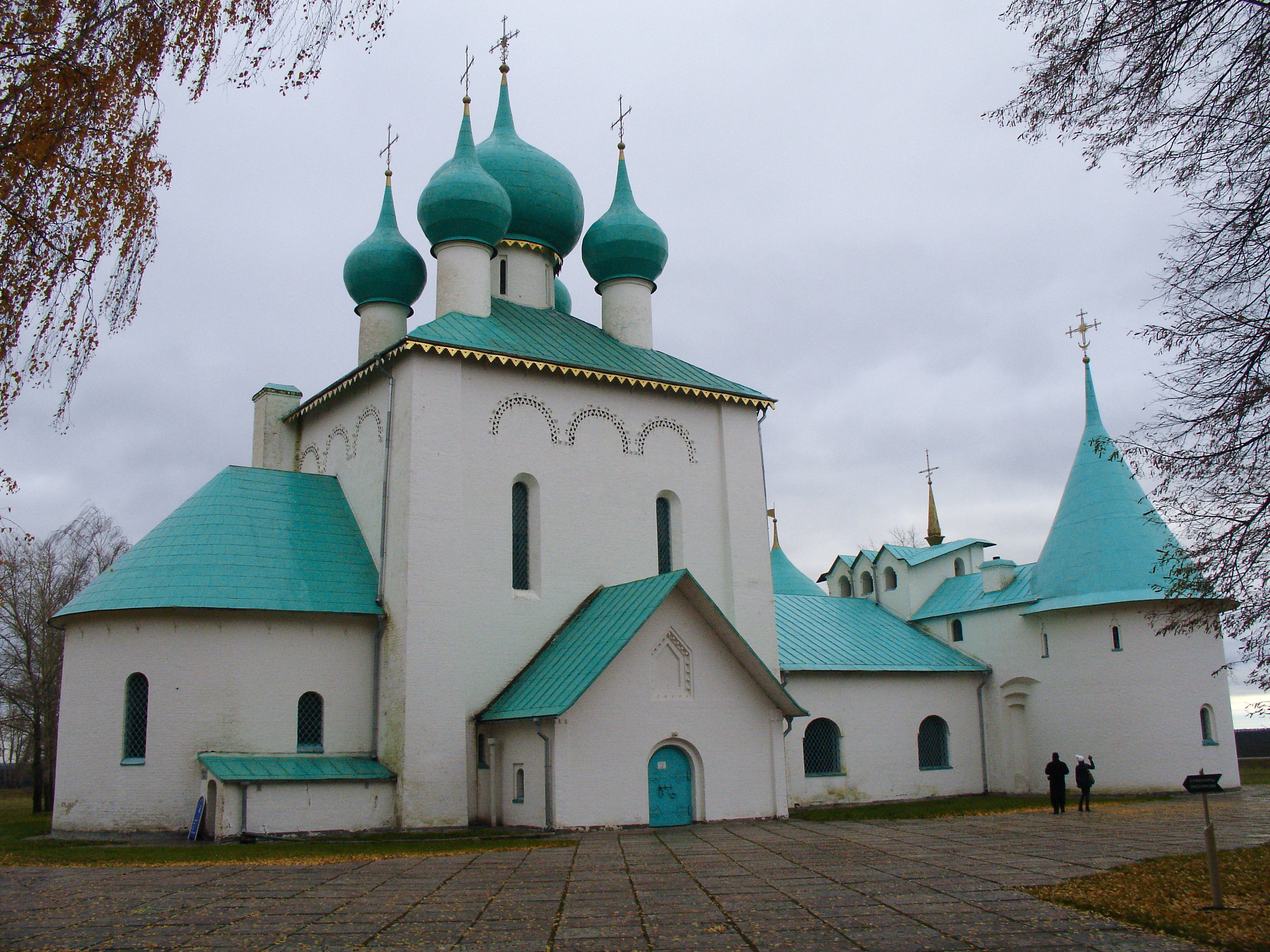
Sergius-von-Radonesch-Kirche,  Kulikowo Pole
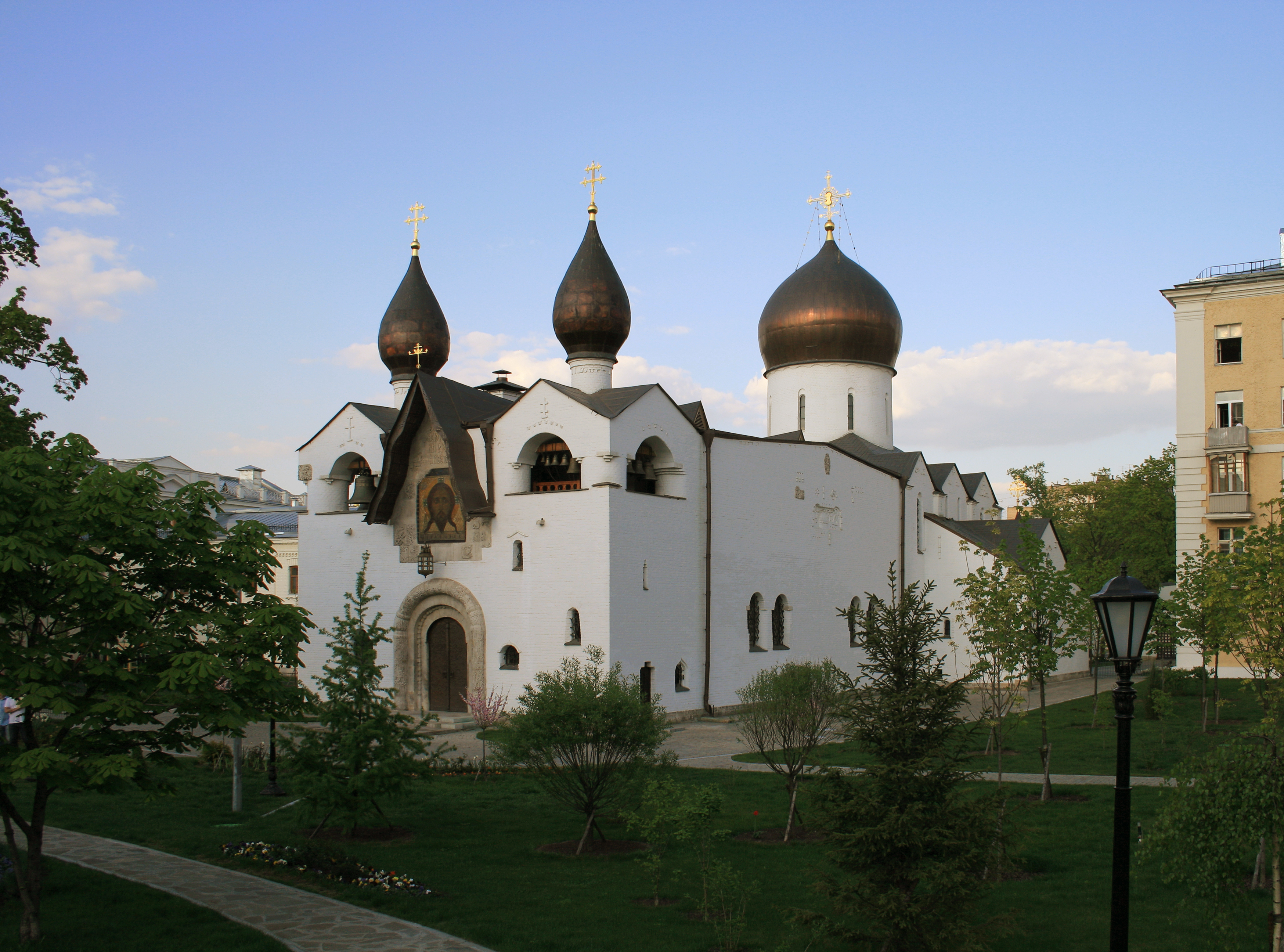
Pokrow-Kathedrale des Martha-Maria-Klosters, Moskau
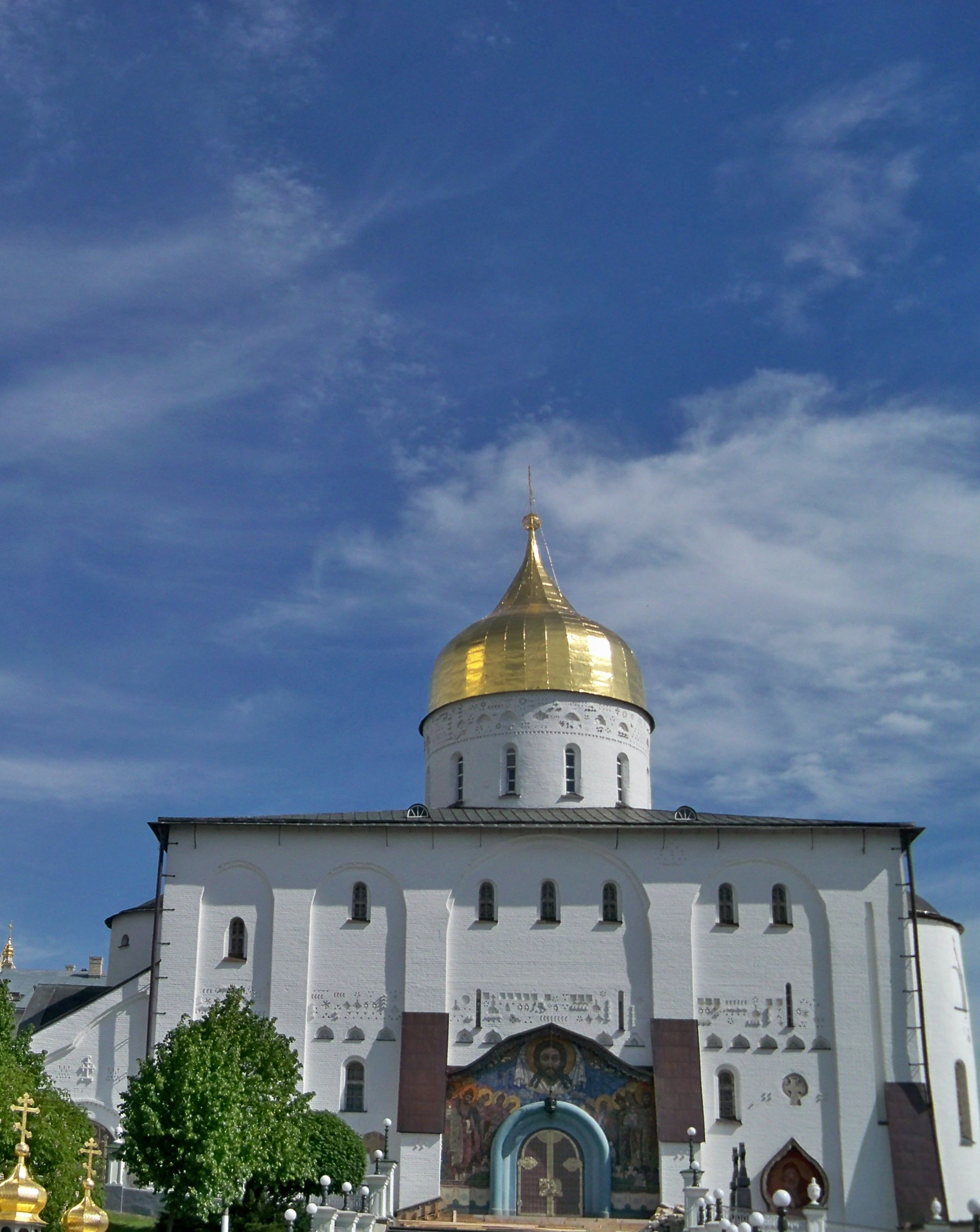
Dreifaltigkeitskirche, Mariä-Entschlafens-Kloster, Potschajiw
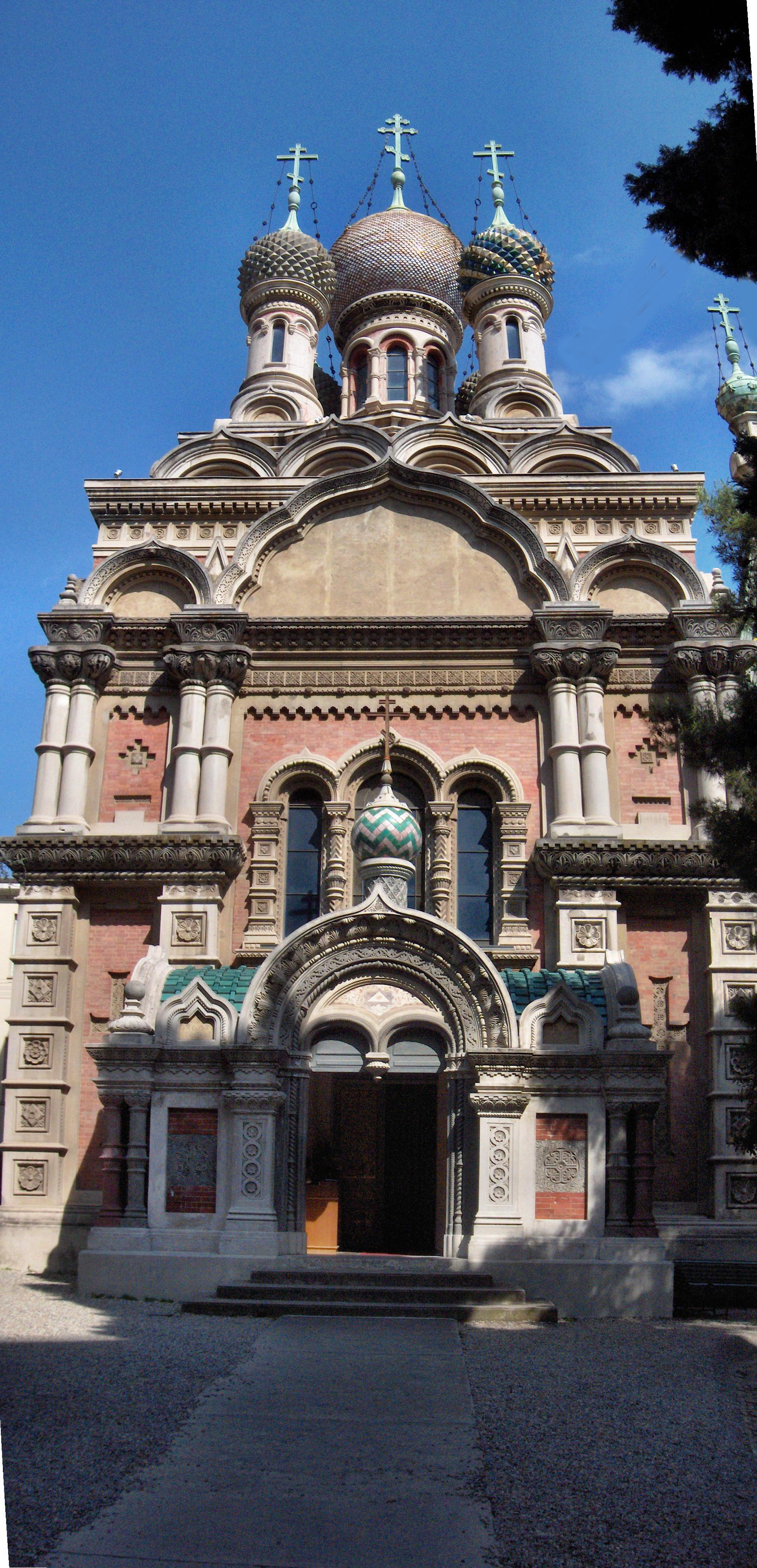
Chiesa di Cristo Salvatore, Sanremo
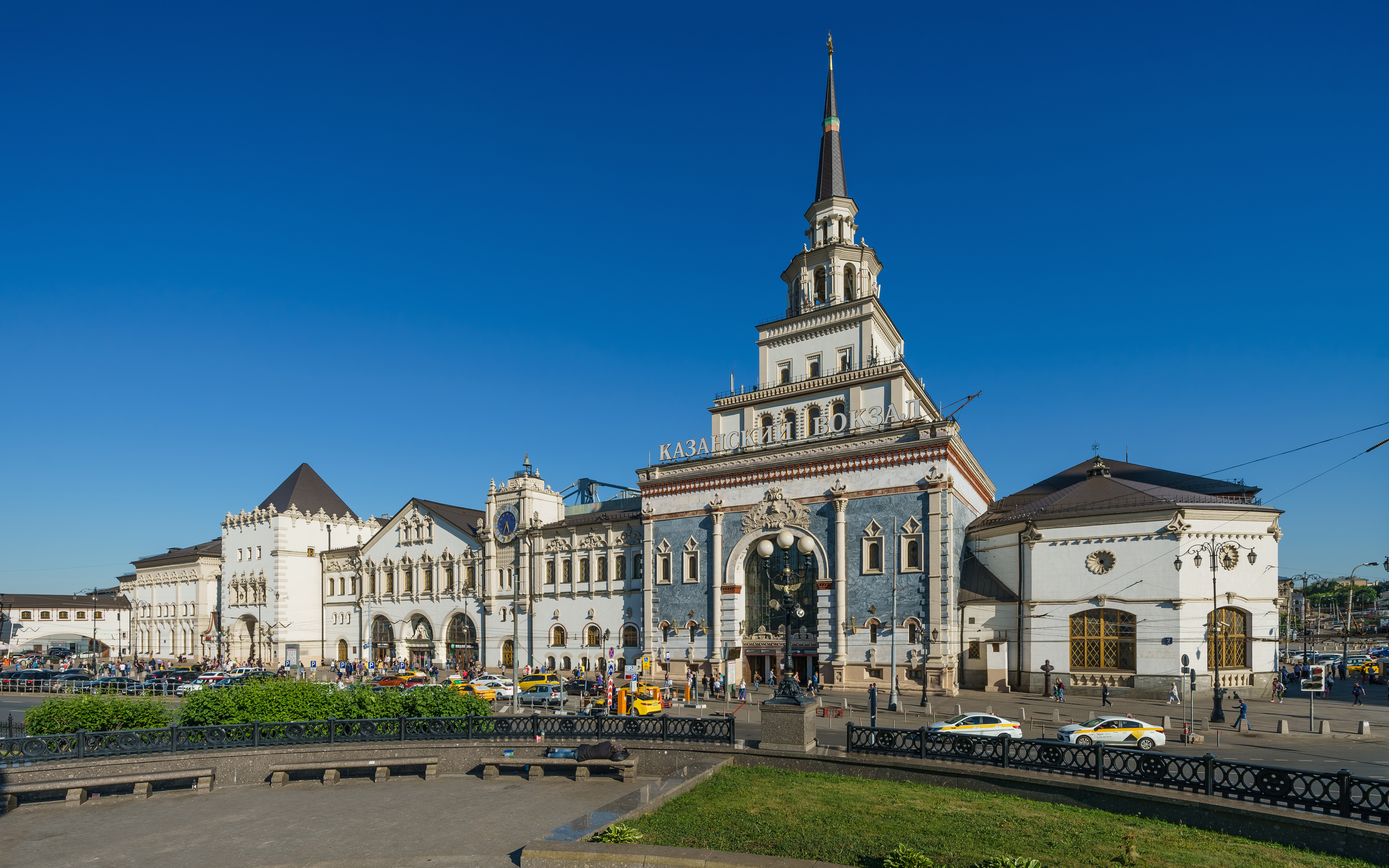
Kasaner Bahnhof, Moskau
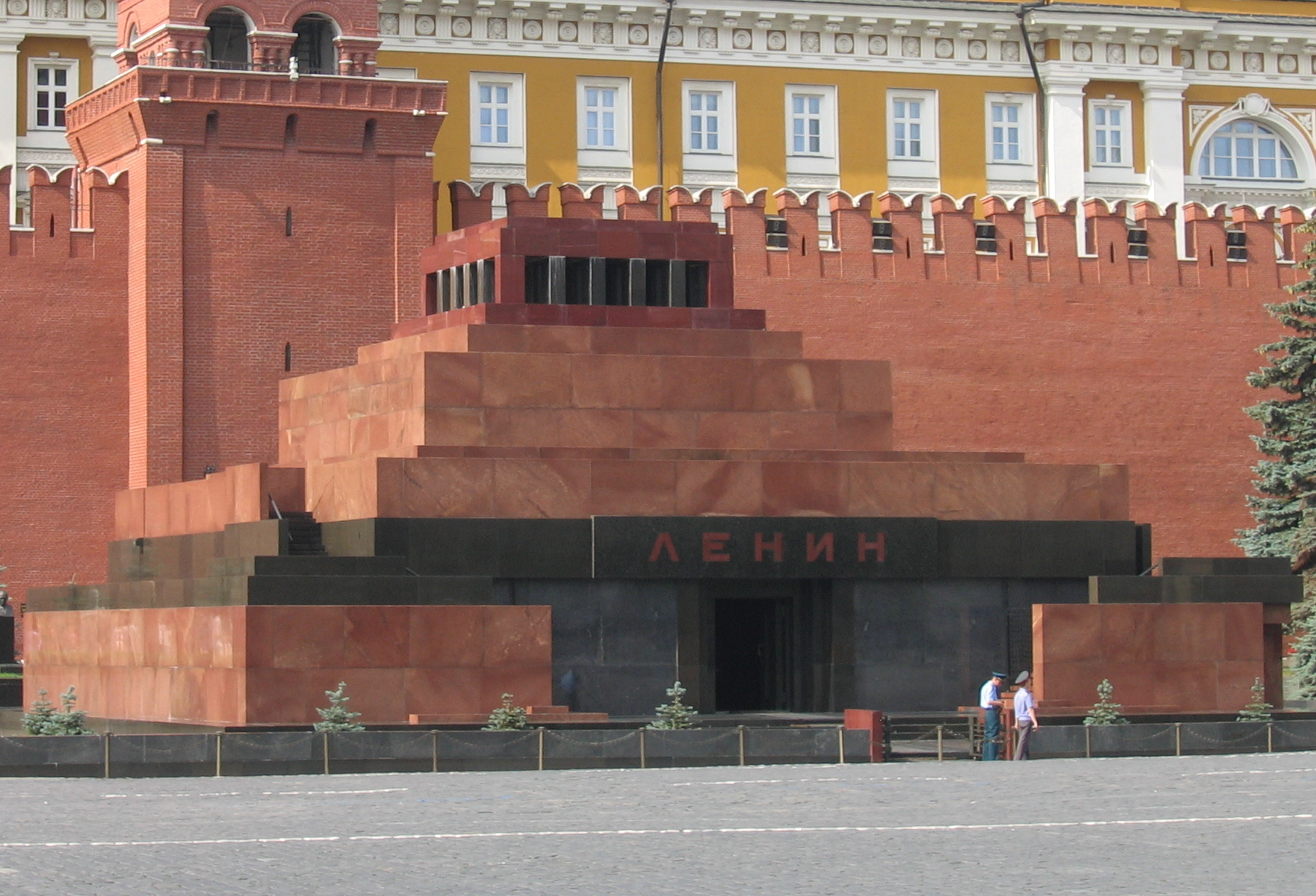
Lenin-Mausoleum, Moskau
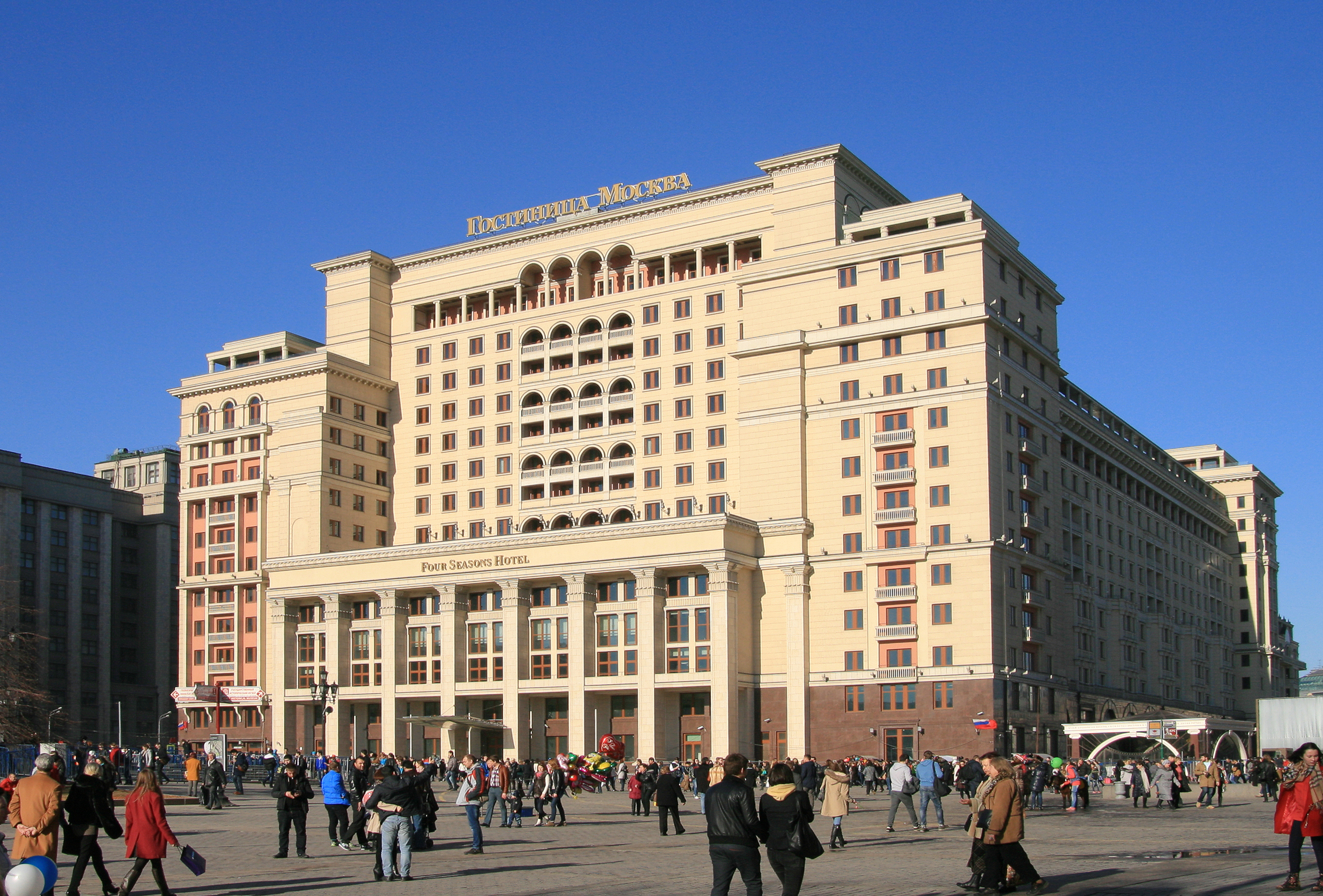
Hotel Moskwa, Moskau
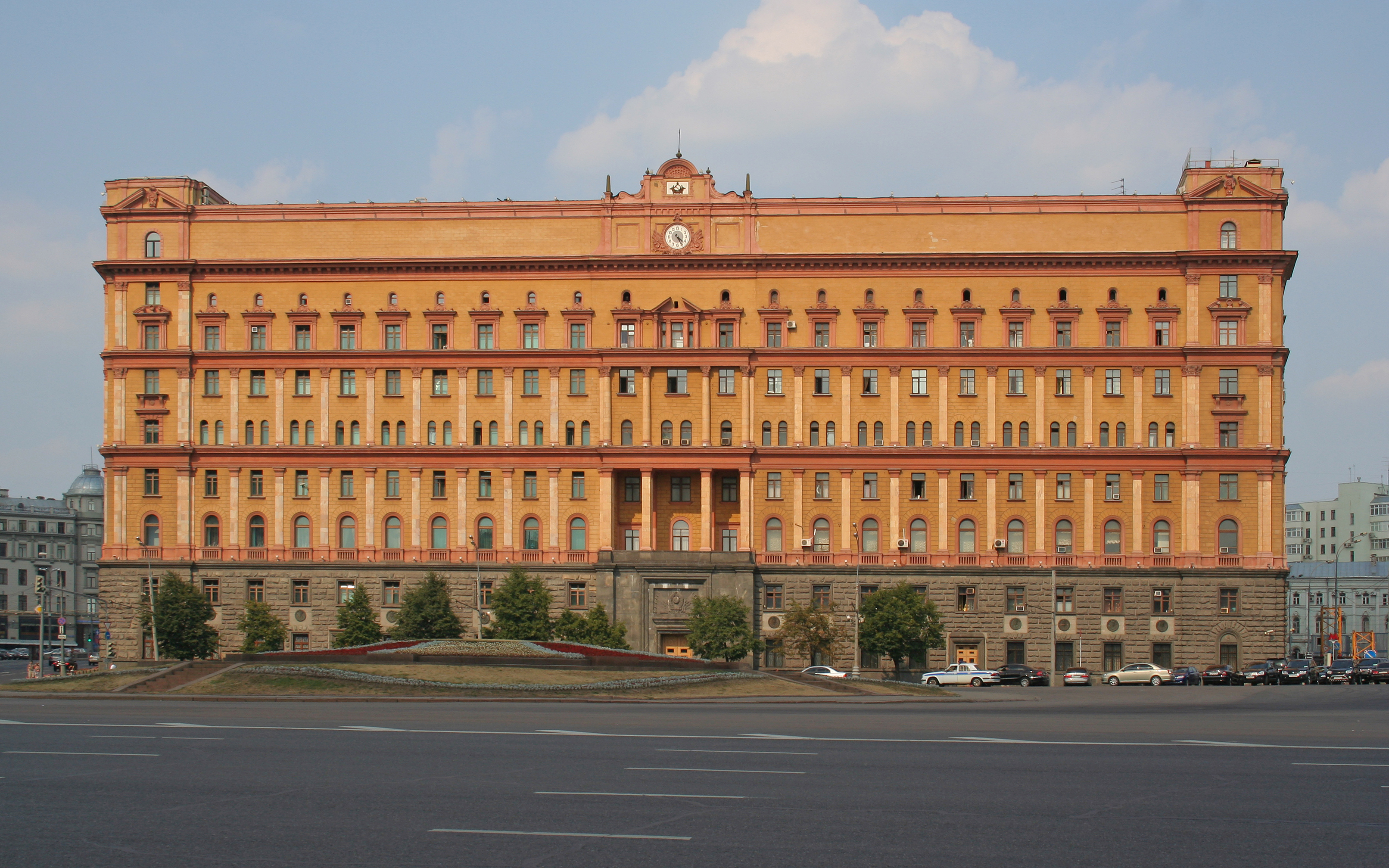
Lubjanka, Moskau
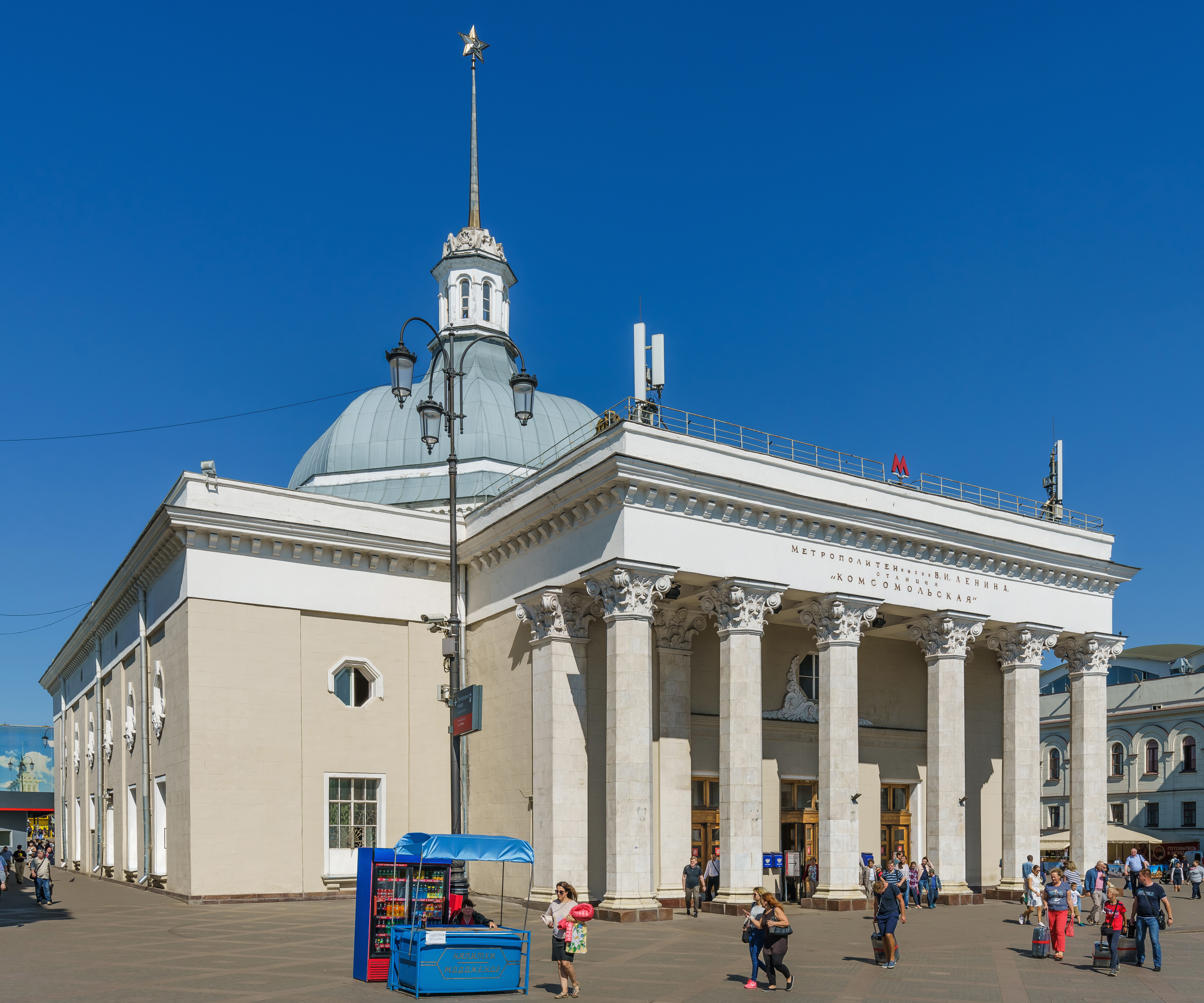
Metrostation Komsomolskaja, Moskau